# Andrés Clyde
Andrew Scott Clyde (nacido el 22 de noviembre de 1963)  es un político y propietario de una tienda de armas del estado de Georgia. Republicano, Clyde representa el 9.º distrito congresional de Georgia en la Cámara de Representantes de los Estados Unidos, asumiendo el cargo en 2021. El distrito abarca una gran extensión de territorio suburbano y rural al noreste de Atlanta, incluyendo Gainesville, Toccoa, Hartwell y Dahlonega .
En 2020, Clyde se postuló para representar el 9.º distrito congresional de Georgia. Ese mismo año, demandó a la ciudad de Athens, Georgia, por sus restricciones de "refugio en el lugar" debido al COVID-19. Como representante, Clyde votó en contra de certificar los resultados de las elecciones presidenciales de 2020 en Arizona y Pensilvania. Describió el asalto al Capitolio de los Estados Unidos en 2021 como "no una insurrección" y dijo que se parecía a una "visita turística normal", aunque previamente había reconocido que ayudó a atrincherar la cámara de la Cámara "del grupo que intentó entrar".

## Primeros años y educación
Clyde nació el 22 de noviembre de 1963 en Walkerton, Ontario, Canadá, de padres estadounidenses. Creció en Indiana y Nueva York. Asistió a la Universidad de Bethel, donde se graduó cum laude con un BBA en contabilidad y gestión empresarial, y fue comisionado como oficial en la Marina de los Estados Unidos a través del programa NROTC de la Universidad de Notre Dame en 1985. Sirvió 28 años en unidades de aviación naval y en los Seabees, incluyendo tres despliegues de combate en Irak y Kuwait.
Clyde recibió la Medalla de Servicio Meritorio de Defensa, la Medalla de Servicio Meritorio, una Medalla de Logro Naval y cuatro Medallas de Encomio Naval. Se retiró con el rango de comandante en 2013. En 1994, se estableció en Athens, Georgia, donde había enseñado en la Escuela de Cuerpo de Suministros de la Marina. En 1999, Clyde obtuvo una Maestría en Administración de Empresas en finanzas corporativas y emprendimiento de la Terry College of Business de la Universidad de Georgia.

## Posiciones políticas
El 6 de enero de 2021, durante el conteo de votos del Colegio Electoral de los Estados Unidos, Clyde fue uno de los 120 representantes republicanos que votaron en contra de certificar los resultados de las elecciones presidenciales de 2020 tanto en Arizona como en Pensilvania. El 17 de marzo de 2021, también fue uno de los 12 republicanos de la Cámara que votaron en contra de la HR 1085 para otorgar tres Medallas de Oro del Congreso a los policías que protegieron el Capitolio de los Estados Unidos durante el ataque del 6 de enero de 2021. En junio de 2021, Clyde y otros 20 republicanos de la Cámara votaron en contra de una resolución similar.
En mayo de 2021, durante una audiencia del Comité de Supervisión de la Cámara, Clyde afirmó que el ataque al Capitolio "no fue una insurrección" y que había videos del evento que parecían una "visita turística normal", con los seguidores de Trump comportándose "de manera ordenada, permaneciendo entre los pilares y cuerdas, tomando videos y fotos". Durante esa misma audiencia, Clyde reconoció que durante el ataque "ayudó a atrincherar la puerta [de la Cámara] hasta casi las 3 p.m. para evitar que la multitud entrara". Los legisladores Adam Kinzinger y Eric Swalwell lo criticaron por negarse más tarde a estrechar la mano de un oficial de policía que había sido golpeado hasta quedar inconsciente durante el ataque.
En junio de 2021, Clyde fue uno de los 14 republicanos de la Cámara que votaron en contra de la legislación para establecer el 19 de junio, o Juneteenth, como un feriado federal. El Atlanta Journal-Constitution informó que Clyde "apoyó el feriado, pero no le gustó su título, Día de la Independencia Nacional de Juneteenth".
El 28 de febrero de 2022, Clyde fue uno de los tres representantes que votaron en contra de la Ley Antilynching de Emmett Till, que convirtió el linchamiento en un crimen de odio federal.
En abril de 2022, lideró un esfuerzo republicano para bloquear el nombramiento de un edificio federal en Florida en honor a Joseph W. Hatchett, el primer juez afroamericano de la Corte Suprema del estado en Florida y al sur de la línea Mason-Dixon. Clyde justificó la acción diciendo que Hatchett había dictaminado bloquear la oración en las escuelas públicas. El nombramiento de edificios federales suele ser una de las tareas más mundanas y no controvertidas del Congreso, y generalmente se logra sin debate o votación registrada.
El 3 de noviembre de 2022, Clyde presentó la Ley Exponer la Inflación, Déficits y Negligencia Económica de Biden (BIDEN Act).
En febrero de 2023, Clyde copatrocinó un proyecto de ley para designar el "rifle estilo AR-15" como el Arma Nacional de los Estados Unidos.
Clyde fue uno de los 71 republicanos que votaron en contra de la aprobación final de la Ley de Responsabilidad Fiscal de 2023 en la Cámara.
Clyde votó a favor de brindar apoyo a Israel tras el ataque de Hamás en 2023.
El 5 de marzo de 2024, la Ley de Clyde en Contra de la Agresión Houthi fue favorablemente reportada por el Comité de Asuntos Exteriores de la Cámara con una votación bipartidista de 34 a 13.
El 13 de junio de 2024, Clyde presentó la Enmienda H.Amdt. 978 "para reubicar el Monumento a la Reconciliación, también conocido como el Monumento a la Reconciliación, a su ubicación original en el Cementerio Nacional de Arlington". Fue derrotada en votación nominal, 230-192, con los votos a favor siendo solo republicanos, mientras que los votos en contra incluyeron a 24 republicanos y el resto fueron demócratas.